# Maryniwka (rejon gorłowski)
Maryniwka (ukr. Маринівка) – wieś na Ukrainie, w obwodzie donieckim, w faktycznie niefunkcjonującym rejonie gorłowskim, od 2014 pod kontrolą marionetkowej, uzależnionej od Rosji Donieckiej Republiki Ludowej. W 2001 liczyła 629 mieszkańców, spośród których 558 wskazało jako ojczysty język ukraiński, 68 rosyjski, 1 niemiecki, a 2 inny.